# Остаточная мембрана зрачка
 Остаточная  мембрана зрачка (англ. Persistent pupillary membrane, РРМ) — состояние глаза с  остатками эмбриональной мембраны, которые остаются как нити, пересекающие зрачок. Мембрана зрачка млекопитающих существует в эмбрионе в качестве источника кровоснабжения для хрусталика . Как правило, она атрофируется в период  от  рождения до возраста  четырех — восьми недель. PPM происходит при неполной её атрофии, что как правило, не вызывает никаких симптомов. Нити могут прилипать к роговице или хрусталику, но чаще всего к различным частям радужной оболочки. Прилипание к роговице может вызвать небольшие помутнения роговицы, в то время как прилипание к хрусталику может стать причиной мелких катаракт. Использование актуального атропина  для расширения зрачка может помочь сломать РРМ.
У собак PPM наследуется у породы Басенджи, но может возникать и у других пород, таких как Пемброк Вельш-корги, Чау-чау, английский мастиф и английский кокер-спаниель. Кроме того, очень редко PPM наблюдалось у кошки, лошади и крупного рогатого скота.